# Deuxième guerre lituano-moscovite
Guerres lituano-moscovites
La guerre lituano-moscovite de 1500-1503, également connue sous le nom de deuxième guerre lituano-moscovite, a opposé le Grand-Duché de Lituanie dirigé, par Alexandre Jagellon, Konstanty Ostrogski et allié la Confédération livonienne dirigée par Wolter von Plettenberg, à la principauté de Moscou dirigée par Ivan III de Russie et Daniil Chtchenia (en) et le khanat de Crimée dirigé par Mengli Ier Giray. le conflit s'est terminé par une victoire de la Moscovie et de ses alliés.

## Prélude

### Traité de «paix perpétuelle»
La première guerre frontalière lituano-moscovite (en) (1487-1494) s'est conclue par une victoire moscovite, ainsi que par un traité de paix éternelle, par lequel la plupart des « principautés de la Haute-Oka » ainsi que les villes de Veliki Novgorod, Pskov, Tver et Riazan ont été cédées à la Moscovie par la Lituanie. Celle-ci devait en contrepartie renoncer à ses revendications sur Smolensk et Briansk, qui devaient rester au grand-duché de Lituanie. En outre, Alexandre Jagellon épouse Hélène, la fille d'Ivan III.

### Reprise des hostilités
Les hostilités reprennent en mai 1500, Ivan III profitant de la distraction causée par une campagne polono-hongroise contre l'Empire ottoman. Il pensait que si la Pologne et la Hongrie étaient préoccupées par les Ottomans, elles ne pourraient pas aider la Lituanie.

## Chronologie de la guerre
La guerre devait se dérouler dans trois théâtres principaux : Novhorod-Siverskyi, Smolensk et Toropets. Les principaux combats se sont déroulés en direction de Smolensk, qui était le deuxième front le plus important stratégiquement de la guerre. Les Moscovites réussirent à occuper rapidement les forteresses lituaniennes de Briansk, Viazma, Dorogobouj, Toropets et Poutyvl,. Après avoir capturé la forteresse de Dorogobouj, la moitié de l'armée grand-ducale lituanienne, qui était une avant-garde d'environ 3 500 cavaliers, se dirigea vers Smolensk, rencontrant 500 cavaliers dirigés par Stanisław Kiszka. Les nobles locaux, comme les Vorotynsky (en), rejoignirent l'armée moscovite. Une autre attaque est lancée du sud-est vers la voïvodie de Kiev, la Volhynie et la Podolie. Le 14 juillet 1500, les Lituaniens combattent l'armée moscovite lors de la Bataille de la Vedrocha.

### La bataille de la Vedrocha
Le grand hetman de Lituanie, Konstanty Ostrogski, était confiant dans sa force, même s'il sous-estimait largement l'armée moscovite. Il décida d'attaquer d'abord avec une armée de 4 000 soldats contre une armée moscovite comptant au moins 20 000 soldats. Les Lituaniens attaquent donc le camp des forces moscovites centrales sur un affluent du Dniepr, la rivière Vedrocha, mais sont piégés par une embuscade bien organisée.

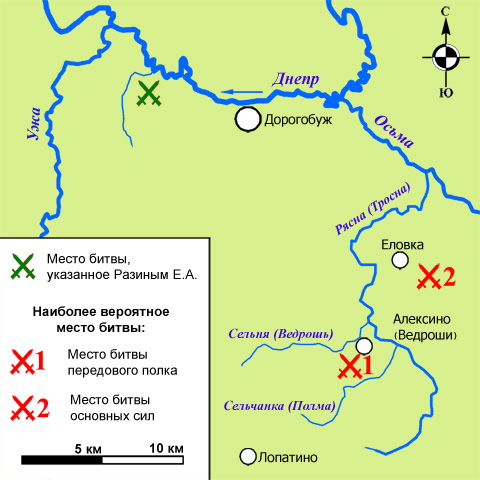
Lieu où la bataille a probablement eu lieu.

L'embuscade conduit l'armée lituanienne au milieu de la principale force moscovite, qui comptait environ 40 000 soldats commandés par les boyards Daniil Chtchenia (en) et Iakov Kochkine-Zakharyine (ru). La bataille s'est terminée par une défaite décisive pour la Lituanie.
L'ensemble des dirigeants militaires lituaniens furent capturés par les forces moscovites, y compris le grand hetman de Lituanie Konstanty Ostrogski (il parviendra à s'échapper de Moscou en 1507. Cette défaite a de graves répercussions sur la société lituanienne, notamment sur le plan politique et moral. L'armée lituanienne a reçu une leçon douloureuse, dans laquelle elle a appris à ne pas diviser des forces limitées pour des opérations importantes et, au contraire, à les concentrer autant que possible. La défaite fut également l'une des raisons du projet de l'Union de Mielnik (en) entre la Pologne et la Lituanie.

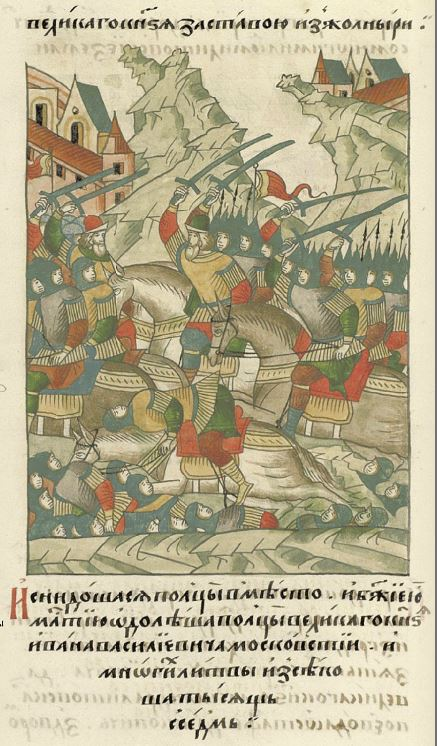
La bataille de Mstislavl (1501), miniature de la Chronique du Front.

### La bataille de Mstislavl
La bataille a eu lieu le 4 novembre 1501, lorsqu'Ivan III envoie une nouvelle force sous le commandement de Semion Mojaïski (ru) vers Mstislavl. Les princes locaux de la maison Mstislavsky (en) et le staroste Ostap Dachkovytch organisèrent la défense et furent sévèrement battus,. Les forces russes profitèrent de la retraite du prince pour assiéger la ville et piller les zones environnantes. Une force de secours fut organisée par le grand hetman Stanislovas Kęsgaila, mais ni lui ni Mojayskiy n'osèrent attaquer, les forces russes se retirant sans combattre. Les forces lituaniennes sont une fois de plus vaincues.

### Mort de JeanIerAlbert
En juin 1501, Jean Ier Albert, roi de Pologne, meurt. De ce fait, son frère, Alexandre Jagellon, grand-duc de Lituanie, était pressenti comme le candidat le plus sérieux au trône de Pologne, et il se préoccupe donc de la succession. Alexandre tente de contrer les accusations religieuses en tentant d'établir une union ecclésiastique entre catholiques et orthodoxes comme envisagé au Concile de Florence – les orthodoxes conserveraient leurs traditions mais accepteraient le pape comme leur souverain spirituel. Le métropolite de Kiev et de toute la Russie (en) était d'accord avec un tel arrangement, mais Hélène s'y opposait. Les nobles polonais, dont l'évêque Erazm Ciołek (pl) et le cardinal Frédéric Jagiellon, discutent de la question du divorce royal.

### La Confédération livonienne rejoint la guerre
La guerre continue, mais sans autant de succès pour la Moscovie. La Confédération livonienne dirigée par Wolter von Plettenberg rejoint la guerre aux côtés de la Lituanie en concluant une alliance de dix ans le 17 mai 1501. Leur premier succès fut observé lors de la bataille de la rivière Siritsa.

### Bataille de la rivière Siritsa
La bataille a eu lieu le 27 août 1501 entre la Confédération livonienne d'une part et la principauté de Moscou et la république de Pskov d'autre part. L'armée livonienne était composée de 4 000 chevaliers montés et de 2 000 lansquenets à pied (selon l'historien Aleksandr Zimine (en)), ou de 12 000 hommes selon Cathal J. Nolan (en). L'armée moscovite était composée de 6 000 combattants selon Zimine et de 40 000 selon Nolan.
Les Pskoviens attaquèrent les premiers, mais furent repoussés par les Livoniens. L'artillerie livonienne détruisit ensuite le reste de l'armée moscovite malgré une tentative russe de riposter avec sa propre force d'artillerie, insuffisante. L'une des raisons de la victoire livonienne était la pénurie importante d'armes de toutes sortes chez les Russes.

### Nouveaux succès livoniens
Après la bataille de la rivière Siritsa, les Livoniens assiégèrent Pskov et remportèrent la bataille du lac Smolino (ru) en septembre 1502.

### Le siège de Smolensk
Smolensk était une forteresse forte et stratégiquement importante, faisant partie du grand-duché de Lituanie depuis 1404. L'armée russe l'avait atteinte en juin 1502, bien que Smolensk fût bien préparée. L'armée russe pilla Orcha et Vitebsk et attaqua Smolensk avec une artillerie insuffisante. Non seulement l'assaut du 16 septembre est repoussé, mais la défense parvient à se transformer en contre-attaque. Des renforts lituaniens sont également amenés par Stanislovas Kęsgaila, forçant finalement les Russes à se retirer.

### Destruction de la Horde d'Or et rôle des khans de Crimée
La Horde d'or était un allié de la Lituanie. Le khanat de Crimée avait réussi à soumettre ce qui restait de la Grande Horde après avoir saccagé sa capitale de Saraï en 1502. Il avait également réussi à piller des villes du sud de la Lituanie — Sloutsk, Kletsk et Nyasvij — menaçant même la capitale Vilnius.

### Négociations de paix
Les négociations de paix avaient commencé à la mi-1502 alors que le siège de Smolensk était toujours en cours. Alexandre demanda à Vladislas II de Hongrie d'agir comme médiateur, et une trêve de six ans fut conclue le jour de l'Annonciation (25 mars) en 1503.

## Conclusion
La guerre était terminée, avec des conséquences dévastatrices pour la Lituanie. Le grand-duché perd environ 210 000 kilomètres carrés de territoire, soit un tiers de sa surface totale : Tchernigov, Novgorod-Seversk, Starodoub et les terres autour de la partie supérieure de la rivière Oka passent à la Moscovie. L'historien russe Matveï Lioubavski a estimé les pertes lituaniennes à 70 volosts, 22 villes et 13 villages.

## Conséquences
Les Lituaniens ont reconnu le titre d'Ivan, souverain de toute les Russies,. L'historien Edvardas Gudavičius (en) note que : « La guerre de 1492-1494 était une sorte de mission de reconnaissance menée par la Russie unie. Les termes du cessez-le-feu de 1503 démontraient l'agression politique planifiée de la Russie et sa supériorité militaire incontestable. Le concept de souverain de toute les Russies, avancé par Ivan III, ne laissait aucune place à l'État lituanien. »
Bien que Moscou n'ait pas réussi à capturer Smolensk au cours de cette guerre, elle y parvint avec succès lors de la guerre lituano-moscovite de 1512-1522.
En raison de la menace que le khanat de Crimée avait pu imposer à Vilnius pendant la guerre, Alexandre Jagellon ordonna la construction d'un mur défensif autour de sa capitale (en), qui fut achevé en 1522.
L'Ordre de Livonie et la principauté de Moscou ne s'affronteront plus jusqu'à la guerre de Livonie (1558-1583), qui voit celle-ci dissoute par le traité de Vilnius (1561).

## Lectures complémentaires
- (en) John V. A. Fine, « The Muscovite Dynastic Crisis of 1497–1502 », Canadian Slavonic Papers (en), vol. 8,‎ 1966, p. 198–215 (DOI 10.1080/00085006.1966.11417919, JSTOR 40866006)
- (en) John Lister Illingworth Fennell, The New Cambridge Modern History, vol. 2, Cambridge University Press, 2 août 1990, 2nd éd., 595–623 p. (ISBN 978-1-139-05577-2, DOI 10.1017/chol9780521345361.024), « Russia, 1462–1584 »
- (lt) Algirdas Matulevičius, « Vedrošos mūšis », dans Visuotinė lietuvių enciklopedija (en), 12 septembre 2018 (lire en ligne)
- (ru) Aleksandr A. Zimine, Россия на рубеже XV—XVI столетий [« Russia at the turn of the 15th and 16th centuries »], Moscou, Myslʹ,‎ 1982 (lire en ligne), « Победа при Ведроши »
- (ru) Ye. A. Razine, История военного искусства VI–XVI вв., Saint-Pétersbourg, ООО "Издательство Полигон",‎ 1999  (ISBN 5-89173-040-5) (VI – XVI вв.).  (ISBN 5-89173-038-3) (Военно-историческая библиотека).